# クピシュキス
クピシュキス（リトアニア語: Kupiškis）はリトアニアの都市。クピシュキス地区自治体の中心都市である。レヴオ川およびクパ川の沿岸に位置しており、都市名もクパ川に由来する。

## 歴史
クピシュキスがいつ頃建設されたかは正確には分かっていないが、考古学的見地からは紀元前3000年～2000年前には既に人が居住していたことが判明している。また13世紀に建造された木造の砦の跡が残っている。文献上、クピシュキスが初めて言及されるのは1529年のことである。

## 人口
人口の変遷は以下の通りとなっている。
- 1833年 - 1,032人
- 1842年 - 2,715人
- 1892年 - 3,752人
- 1923年 - 2,672人
- 1959年 - 4,127人
- 1970年 - 4,787人
- 1979年 - 6,307人
- 1989年 - 8,786人
- 2001年 - 8,451人
- 2009年 - 7,951人
- 2010年 - 8,015人

また、民族別の人口は以下の通りとなっている（2001年に実施された調査による）。
- リトアニア人 - 23,965人 (97.3 %)
- ロシア人 - 430人 (1.7%)
- ポーランド人 - 64人 (0.3%)
- ウクライナ人 - 49人 (0.2%)
- ベラルーシ人 - 38人 (0.2%)
- その他 - 82人 (0.33%)

### ユダヤ人
第二次世界大戦前、クピシュキスには1,500人近くのユダヤ人が居住していた。イディッシュ語でクピシュキスはクピショクという。ユダヤ人達の為に巨大なシナゴーグが建設され、ソ連時代は文化行事を催す施設として利用された。シナゴーグには赤い煉瓦で作られた部分があり、そこはミスナグディーム達が集まる場所であった。現在、シナゴーグは公共図書館となっていて、ミスナグディーム達が集まった赤い煉瓦の部屋はボイラー室になっている。

## 他の都市との関係
スロバキアの都市ケジュマロクと姉妹都市提携を結んでいる。

## 有名人
有名なリトアニアの建築家、ラウリナス・グセヴィシウスはクピシュキス近郊の村の出身である。